# 二十家子镇 (朝阳县)
二十家子镇，是中华人民共和国辽宁省朝阳市朝阳县下辖的一个乡镇级行政单位。

## 行政区划
二十家子镇下辖以下地区：
二十家子村、东南沟村、何家窝铺村、兴隆岗村、文家沟村、下卧村、铧子沟村、赵家营子村、银窝村、南大营子村、南三家子村、黄土坎子村、四家子村、北沟村、刘杖子村、西地村、肖杖子村和三家屯村。